# غار وزمه
غار وزمه دارای بقایای پلیستوسن جدید و دوره نوسنگی و مس و سنگ است و در شهرستان اسلام‌آباد غرب، بخش مرکزی، دهستان حومه جنوبی، در کوه قاضی وند واقع شده و در تاریخ ۱۴ اسفند ۱۳۸۵ با شمارهٔ ثبت ۱۷۸۴۳ به‌عنوان یکی از آثار ملی ایران به ثبت رسیده‌است.
غار وزمه در اواخر دهه ۱۳۷۰ طی پروژه پژوهش‌های باستان‌شناسی دشت اسلام‌آباد غرب که تحت هدایت کامیار عبدی انجام می‌گرفت، کشف شد. در کاوش‌ها و بررسی غار تعدادی استخوان و دندان انسان دوره پارینه سنگی میانی و نوسنگی و همچنین بقایای باستان‌شناسی دوره مس-سنگی یافت شده‌است. این غار در سال ۱۳۹۸ توسط تیمی از باستان شناسان تحت هدایت فریدون بیگلری مجددا کاوش شد
بقایای جانوری
علاوه بر بقایای باستان‌شناسی شمار زیادی سنگواره حیوانات مختلف از جمله درندگانی مثل کفتار خالدار، خرس ، شیر، گرگ، پلنگ و بقایای علفخواران شکار شده توسط آنها که شامل گورخر، گاو وحشی، گوزن و کرگدن است در غار وزمه یافت شده‌است که توسط مرجان مشکور و همکاران وی مطالعه شده که نتایج آن در شش مقاله بین‌المللی منتشر شده‌است.
بقایای انسان
قدیمیترین اثر یافت شده انسان در این غار یک دندان آسیای کوچک مربوط به کودکی حدوداً هشت ساله است که به روش طیف‌سنجی گاما سال‌یابی شده و نشان دهنده تاریخی بین ۲۰ تا ۲۵ هزار سال پیش است. اما از آنجا که در این شیوه معمولاً سن ارایه شده کمتر از حد واقعی است، پژوهشگران اخیراً این نمونه را با استفاده از دستگاه تصویربرداری سه بعدی میکرو سی‌تی از طریق پرتو ایکس بُرش‌نگاری کردند و از این طریق محل اتصال عاج به مینای دندان و سایر بخشهای داخلی دندان بررسی و اندازه‌گیری شد. این تصویر برداری سه بعدی مینا و عاج دندان مشخص کرد که نمونه وزمه دارای ویژگی‌های دندان نئاندرتال است. به این ترتیب دندان وزمه اولین مدرک قطعی از وجود انسان نئاندرتال در ایران است. طبق سن سنجی بقایای جانوری غار وزمه بین ۷۰ هزار سال تا حدود ۱۱ هزار سال پیش کنام درندگان مختلف بوده‌است. از این رو دندان انسان که مربوط به کودکی حدوداً هشت ساله است، احتمالاً طعمه درندگان شده و لاشه اش به غار آورده شده‌است.

پژوهشگران دانشگاه ماینس آلمان، موزه تاریخ طبیعی پاریس و موزه ملی ایران موفق به استخراج دی ان ای باستانی از یک تکه استخوان کف پای انسان شدند که در این غار یافت شده‌است. این استخوان به روش کربن ۱۴ سال‌یابی شده و حدود ۹ هزار سال قدمت دارد. مطالعات ژنتیک نشان داده که وی مرد بوده و دارای موهای سیاه، چشمان قهوه‌ای و پوستی نسبتاً تیره بوده‌است. بررسی ایزوتوپی استخوان حاکی از این است که رژیم غذایی فرد مذکور بیشتر متکی بر غلات بوده‌است. نتایج این کشفیات مهم در ژورنال ساینس در تیر ماه ۱۳۹۵ منتشر شد.
بقایای گرده های گیاهی
بررسی چند نمونه مدفوع گوشتخواران به دست آمده از غار وزمه توسط مرتضی جمالی و همکاران نشان می‌دهد که در فاصله ۱۲ تا ۱۸ هزار سال پیش گل شقایق در منطقه‌ای که غار در آن واقع است رشد می‌کرده‌است